# Trond-Arne Bredesen
Trond-Arne Bredesen (ur. 4 lutego 1967 w Gran) – norweski dwuboista klasyczny, czterokrotny medalista mistrzostw świata, pięciokrotny medalista mistrzostw świata juniorów, a także zdobywca Pucharu Świata.

## Kariera
W Pucharze Świata zadebiutował 8 marca 1984 roku w Oslo, gdzie zajął 26. miejsce w konkursie rozgrywanym metodą Gundersena. Wobec braku zdobytych punktów (w sezonach 1983/1984-2001/2002 obowiązywała inna punktacja Pucharu Świata) nie został uwzględniony w klasyfikacji generalnej sezonu 1983/1984. Z takim samym skutkiem startował w sezonie 1984/1985. Pierwszy sukces w karierze osiągnął w lutym 1984 roku, kiedy na mistrzostwach świata juniorów w Trondheim zdobył drużynowo srebrny medal. W kategorii juniorów zdobył jeszcze cztery medale: złoty indywidualnie w 1986 roku oraz srebrne w 1985 drużynowo i w 1987 roku indywidualnie i drużynowo.
Przełom w karierze Bredesena nastąpił w sezonie 1986/1987. W ostatnich zawodach tego sezonu, 19 marca 1987 roku w Oslo po raz pierwszy stanął na podium zawodów pucharowych zajmując drugie miejsce. W pozostałych zawodach czterokrotnie punktował, trzy razy plasując się w czołowej dziesiątce, ale na podium już nie stawał. W klasyfikacji generalnej był dziewiąty. W lutym 1987 roku wystartował na mistrzostwach świata w Oberstdorfie, gdzie zdobył dwa medale. W zawodach indywidualnych po skokach znajdował się na 17. pozycji, jednak na trasie biegu uzyskał trzeci czas, co pozwoliło mu sięgnąć po srebrny medal. Wyprzedził go tylko jego rodak Torbjørn Løkken. Ponadto wspólnie z Hallsteinem Bøgsethem i Løkkenem zdobył srebrny medal w zawodach drużynowych.
Najważniejszym punktem sezonu 1987/1988 były igrzyska olimpijskie w Calgary. W zawodach drużynowych Norwegowie z Bredesenem w składzie zajmowali trzecie miejsce po skokach, jednak na trasie biegu zostali wyprzedzeni przez Szwajcarów i ostatecznie zajęli czwarte miejsce. W konkursie indywidualnym był szósty na skoczni i tracił do prowadzącego Klausa Sulzenbachera blisko półtorej minuty. Na trasie biegu nie obronił tej pozycji i do mety przybiegł na jedenastej pozycji. W zawodach pucharowych we wszystkich swoich startach znajdował się w pierwszej dziesiątce, ale na podium stanął tylko raz - 16 stycznia 1988 roku w Le Brassus odniósł swoje pierwsze zwycięstwo. W klasyfikacji generalnej był piąty.
Najlepsze wyniki osiągnął w sezonie 1988/1989. W sześciu startach w tym sezonie pięciokrotnie stawał na podium: 17 grudnia 1988 roku w Saalfelden am Steinernen Meer, 14 stycznia w Reit im Winkl i 18 marca w Lake Placid wygrywał, 3 marca w Oslo był drugi, a 25 marca 1989 roku w Thunder Bay zajął trzecie miejsce. W klasyfikacji generalnej zajął pierwsze miejsce, wyprzedając Sulzenbachera i Szwajcara Hippolyta Kempfa. Kolejne sukcesy osiągnął na mistrzostwach świata w Lahti w 1989 roku. W konkursie indywidualnym awansował z dziewiątego miejsca po skokach na trzecie na mecie biegu. Przegrał tylko z innym Norwegiem, Trondem Einarem Eldenem i reprezentantem ZSRR Andriejem Dundukowem. W sztafecie razem z Trondem Einarem Eldenem i jego bratem Bårdem Jørgenem Eldenem zdobył złoty medal. Norwegowie po skokach zajmowali się tuż za podium, na czwartym miejscu, jednak na trasie biegu wyprzedzili wszystkich rywali, zwyciężając z przewagą ponad półtorej minuty nad Szwajcarami i reprezentantami NRD.
Ostatni raz na podium zawodów pucharowych stanął 16 grudnia 1989 roku w Sankt Moritz, gdzie zajął trzecie miejsce. W pozostałych zawodach sezonu 1989/1990 jeszcze dwukrotnie plasował się w czołowej dziesiątce, ale jego najlepszym wynikiem było siódme miejsce w Murau. W klasyfikacji generalnej zajął czternaste miejsce. Ostatnią dużą imprezą w jego karierze były mistrzostwa świata w Val di Fiemme w 1991 roku, gdzie w sztafecie zajął piąte miejsce. W zawodach pucharowych startował do zakończenia sezonu 1991/1992, ale osiągał coraz słabsze wyniki. W 1992 roku zakończył karierę.

## Osiągnięcia

### Igrzyska olimpijskie
| Miejsce | Dzień     | Rok  | Miejscowość | Konkurencja             | Wynik zwycięzcy | Strata  | Zwycięzca      |
| ------- | --------- | ---- | ----------- | ----------------------- | --------------- | ------- | -------------- |
| 4.      | 24 lutego | 1988 | Calgary     | Sztafeta K-90/3 × 10 km | 1:20:46,0       | +48,4   | RFN            |
| 11.     | 28 lutego | 1988 | Calgary     | Gundersen K-90/15 km    | 38:16,8         | +2:15,1 | Hippolyt Kempf |

### Mistrzostwa świata
| Miejsce | Dzień     | Rok  | Miejscowość   | Konkurencja             | Wynik zwycięzcy | Strata     | Zwycięzca         |
| ------- | --------- | ---- | ------------- | ----------------------- | --------------- | ---------- | ----------------- |
| 2.      | 13 lutego | 1987 | Oberstdorf    | Gundersen K-90/15 km    | 423,80 pkt      | -1,32 pkt  | Torbjørn Løkken   |
| 2.      | 14 lutego | 1987 | Oberstdorf    | Sztafeta K-90/3 × 10 km | 1261,94 pkt     | -16,96 pkt | RFN               |
| 3.      | 18 lutego | 1989 | Lahti         | Gundersen K-90/15 km    | 37:10,7         | +3:04,3    | Trond Einar Elden |
| 1.      | 24 lutego | 1989 | Lahti         | Sztafeta K-90/3 × 10 km | 1:24:21,7       | -          | -                 |
| 5.      | 8 lutego  | 1991 | Val di Fiemme | Sztafeta K-90/3x5 km    | 1:21:22,5       | +2:23,1    | Austria           |

### Mistrzostwa świata juniorów
| Miejsce | Dzień     | Rok  | Miejscowość | Konkurencja              | Wynik zwycięzcy | Strata | Zwycięzca      |
| ------- | --------- | ---- | ----------- | ------------------------ | --------------- | ------ | -------------- |
| 2.      | 4 lutego  | 1984 | Trondheim   | Drużynowo K-90/3 × 10 km | ?               | ?      | NRD            |
| 2.      | 12 lutego | 1985 | Täsch       | Drużynowo K-90/3 × 10 km | ?               | ?      | ZSRR           |
| 1.      | 13 lutego | 1986 | Lake Placid | Drużynowo K-90/3 × 10 km | ?               | -      | -              |
| 2.      | 2 lutego  | 1987 | Asiago      | Gundersen K-90/15 km     | ?               | ?      | Thomas Prenzel |
| 2.      | 4 lutego  | 1987 | Asiago      | Drużynowo K-90/3 × 10 km | ?               | ?      | NRD            |

### Puchar Świata

#### Miejsca w klasyfikacji generalnej
- sezon 1985/1986: 23.
- sezon 1986/1987: 9.
- sezon 1987/1988: 5.
- sezon 1988/1989: 1.
- sezon 1989/1990: 14.
- sezon 1990/1991: 19.

#### Miejsca na podium chronologicznie
| Nr | Data             | Miejscowość   | Konkurencja         | Wynik zwycięzcy | Pozycja | Strata      | Zwycięzca         |
| -- | ---------------- | ------------- | ------------------- | --------------- | ------- | ----------- | ----------------- |
| 1. | 19 marca 1987    | Oslo          | Gundersen K90/15 km | 432.400 pkt     | 2.      | -10.905 pkt | Hermann Weinbuch  |
| 2. | 16 stycznia 1988 | Le Brassus    | Gundersen K90/15 km | 412.30 pkt      | 1.      | -           | -                 |
| 3. | 17 grudnia 1988  | Saalfelden    | Gundersen K90/15 km | ?               | 1.      | -           | -                 |
| 4. | 14 stycznia 1989 | Reit im Winkl | Gundersen K90/15 km | ?               | 1.      | -           | -                 |
| 5. | 3 marca 1988     | Oslo          | Gundersen K90/15 km | ?               | 2.      | +26.0 s     | Trond Einar Elden |
| 6. | 18 marca 1989    | Lake Placid   | Gundersen K90/15 km | ?               | 1.      | -           | -                 |
| 7. | 25 marca 1988    | Thunder Bay   | Gundersen K90/15 km | ?               | 3.      | +30.6 s     | Hippolyt Kempf    |
| 8. | 16 grudnia 1989  | Sankt Moritz  | Gundersen K90/15 km | ?               | 3.      | +23.0 s     | Hippolyt Kempf    |